# Zuhal Demir
Zuhal Demir (Genk, 2 marzo 1980) è un avvocato e politica belga d'origine curda, membro della Nuova Alleanza Fiamminga, Segretario di Stato federale per la riduzione della povertà, le pari opportunità, le persone con disabilità, la politica urbana e la politica scientifica nel governo Michel dal 24 febbraio 2017 al 9 dicembre 2018. A livello locale, Demir è stata presidente del Consiglio distrettuale di Anversa fino alla fine del 2015.
Ha fatto inoltre parte della Camera dei rappresentanti per la N-VA per due legislature (53°, 54°). Il 2 ottobre 2019 viene nominata Ministro fiammingo dell'ambiente, dell'energia, del turismo e della giustizia nel governo presieduto da Jan Jambon.

## Biografia
Zuhal Demir è nata a Genk ed è la terzogenita di una famiglia turco-curda. Suo padre era un minatore. Ha studiato legge presso la Katholieke Universiteit Leuven (KU.Leuven) e ha completato la specializzazione in diritto del lavoro presso la Vrije Universiteit Brussel (VUB). Ha poi lavorato dal 2004 come avvocato in uno studio legale internazionale con sede ad Anversa.
Nel 2010 si è candidata alle elezioni federali del 13 giugno per la N-VA alla Camera dei rappresentanti. A volte è stata chiamata la "Lady di ferro", probabilmente in base al suo cognome ("Demir" significa ferro in turco).
Dopo che il Presidente della Camera dei rappresentanti Siegfried Bracke (N-VA) ha deciso nel mese di febbraio 2017 a causa di uno scandalo che coinvolge il suo consulente part-time con Telenet di rinunciare alla massima candidatura alle elezioni comunali a Gand, il Segretario di Stato Elke Sleurs (N-VA) è il candidato sindaco del Partito. Elke Sleurs ha deciso poi di lasciare questo ufficio a Demir, per prepararsi al meglio per le elezioni locali del 2018.
A livello locale, Demir è stata presidente del Consiglio distrettuale di Anversa dal 2012 al 2015. Quando ha deciso di ritirarsi a Genk per motivi familiari, ha dovuto rinunciare a questo mandato.

## Polemiche e controversie

### Il PS "un partito quasi comunista"
In un'intervista rilasciata alla rivista Vif/L'Express nell'aprile 2013, Zuhal Demir, 33 anni, attacca i francofoni, in particolare il PS: "A parte il MR, i francofoni considerano le imprese come nemici.. Quando ascolto alcuni discorsi in parlamento, non riesco a svenire. I socialisti valloni sono quasi comunisti. Per loro, lo stato deve prendersi cura di tutto."
Aggiunge "Il Belgio è l'unico paese in cui si può rimanere disoccupati per 20 anni. Abbiamo detto al PS: vogliamo cambiarlo. Ma il PS non voleva sentire niente. On-bes-preek-Baar! ". Per Demir, la durata massima della disoccupazione dovrebbe essere "due anni, sembra buono. Nella maggior parte dei paesi europei sono sei mesi o un anno".

### "Molti stranieri in Belgio"
Allo stesso tempo, Zuhal Demir afferma che ci sono "molti stranieri in Belgio. Tra il 1992 e il 2000 ci furono 400.000 nuovi arrivati in Belgio. Tale afflusso comporta il finanziamento di programmi di integrazione, la costruzione di scuole. Il nostro sistema non è progettato per assorbire una massa così grande. Di conseguenza, molti bambini migranti soffrono di ritardo accademico, scarsa conoscenza della lingua e quindi nessuna posizione sul mercato del lavoro. Inoltre, molti giovani stranieri nati qui stanno cercando una donna in Marocco o in Turchia, che non parla una parola di olandese. Ogni volta, l'intero processo di integrazione deve ricominciare".

### Centro per le pari opportunità e la lotta contro il razzismo (Unia)
Nel febbraio 2017, appena arrivata al governo dove è responsabile della promozione delle pari opportunità, dice del Centro per le Pari Opportunità e della lotta al razzismo (Unia): "Le persone non capiscono perché Unia è così ossessionata dal parlare del Whipper mentre restano altri problemi reali. Unia si ridicolizza aprendo le procedure di reclutamento solo per le donne".

### L'avvocato e il burqa
In un'intervista pubblicata sul settimanale fiammingo Knack nel marzo 2017, Rachida Lamrabet, avvocato che lavora per il Centro per le pari opportunità e la lotta contro il razzismo (Unia) indica di non essere "per il burqa", né di essere a favore di un divieto di questo velo integrale, "in particolare in un paese che attribuisce grande importanza ai diritti umani". In questa intervista, Lamrabet afferma che il divieto del burqa "è una grave violazione della libertà delle donne" e che "la questione riflette una visione paternalistica: 'Dobbiamo liberare queste povere donne oppresse dai loro uomini e dalla religione dal loro velo! Devono diventare come le donne occidentali e tutto andrà bene. È assurdo. La libertà è espressa in modi diversi. Compreso deliberatamente la scelta di non presentarsi".
Queste dichiarazioni sono state identificate dal Segretario di Stato per le Pari Opportunità della N-VA Zuhal Demir, che poi esprime il desiderio di prendere le distanze da Unia con le parole del suo dipendente, e congeda il suo avvocato di Unia il 2 aprile.
Il licenziamento di Rachida Lamrabet sta scatenando le reti sociali nelle Fiandre, dove un commentatore del quotidiano finanziario De Tijd critica la decisione del direttore di Unia Els Keytsman. Attivista Dyab Abou Jahjah, fondatore della Lega araba europea, vede questo licenziamento della N-VA e denuncia "l'ennesima perdita dei mezzi di sussistenza per la polizia del pensiero."
Zuhal Demir risponde affermando di non aver mai chiesto le dimissioni di Lamrabet, "né pubblicamente né nella mia conversazione di venerdì con i dirigenti di Unia sul funzionamento e del problema di percezione".

### Polemica con la Turchia

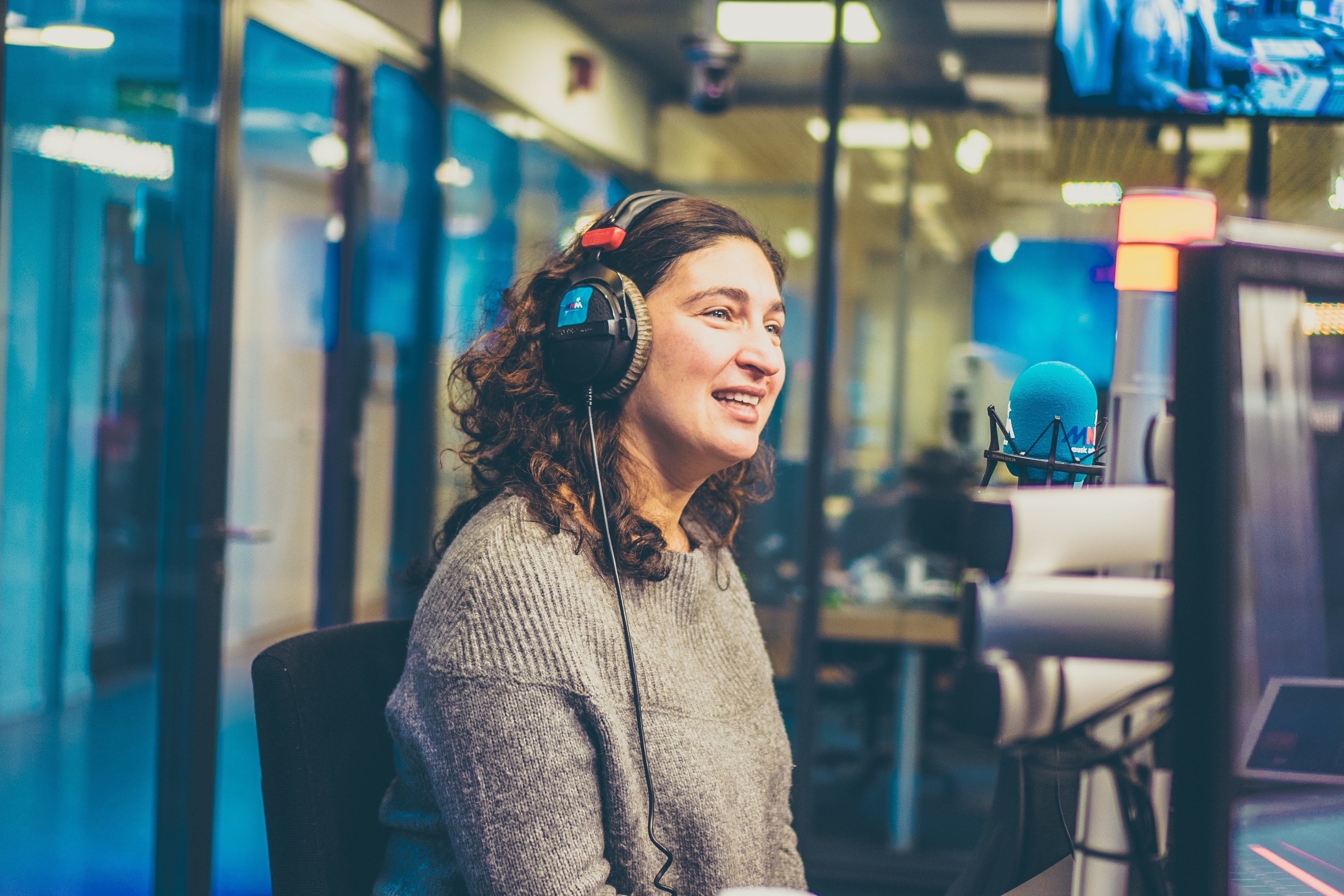
Zuhal Demir

Nel mese di marzo 2017, nella campagna per il referendum costituzionale in Turchia del 2017, il Segretario di Stato N-VA (che è di origine curda) è accusata dalla stampa turca di sostenere il terrorismo e, in particolare, il movimento indipendentista terrorista curdo PKK.
Il primo ministro Charles Michel difende energicamente il suo segretario di stato: "Queste false accuse sono sovversive e dolorose. Questa strategia è di provocarci a risvegliare sentimenti nazionalisti in Turchia".
Nel mese di aprile, Demir rende dichiarazioni d'impatto contro la diaspora turca, importante in Belgio e Fiandre: "C'è un nocciolo duro di Turchi fanatici in Belgio", aggiungendo che "i turchi della seconda e terza generazione dovrebbero vedere il Belgio come casa".

### La CD&V "nuovo partito dei musulmani"
Il 9 aprile 2017, Zuhal Demir ha attaccato la CD&V e il suo Presidente Wouter Beke "Voglio evitare i fiamminghi: la CD&V è il nuovo partito dei musulmani. Spero che tutti abbiano gli occhi aperti. Beke vede i musulmani come bestiame da elezione". Deplora inoltre che Wouter Beke non abbia riformulato alcuni membri del suo partito che hanno preso posizioni che considera favorevoli al presidente turco Erdogan.
Il portavoce del primo ministro Charles Michel ha detto che quest'ultimo "ha reagito energicamente per telefono al segretario di stato. Le parole che usa sono ingiuste e inaccettabili in una coalizione. Il primo ministro non tollera assolutamente questo comportamento".
Da parte sua, il presidente della CD&V Wouter Beke chiede le scuse pubbliche al segretario di stato. Per lui, le dichiarazioni della signora Demir sono irrispettose e maleducate: "Va oltre i limiti. Questo è inaccettabile, specialmente da parte di un segretario di stato che è responsabile della conduzione di una politica e che appartiene alla maggioranza. Il primo ministro l'ha chiaramente riformulato".
In un messaggio su Twitter, ha detto Zuhal Demir di accettare le critiche del capo del governo e ritiene pertanto chiusa la questione, il suo entourage suggerendo che non presenterà le sue scuse.
Il deputato federale per la CD&V Eric Van Rompuy (fratello di Herman Van Rompuy) denuncia l'escalation "dell'estrema destra, trumpienne e populista", mentre il presidente della sp.a (Partito Socialista Fiammingo), John Crombez, chiama il Primo Ministro idiota per non aver chiamato per ordinare Zuhal Demir in modo soddisfacente ai suoi occhi.